# Александру Пантя
Александру Григораш Пантя (рум. Alexandru Grigoraș Pantea, нар. 11 вересня 2003, Бухарест, Румунія) — румунський футболіст, захисник клубу «Стяуа» та національної збірної Румунії.

## Ігрова кар'єра

### Клубна
Александру Пантя народився у Бухаресті і є вихованцем столичного клубу «Стяуа», де з 2014 року він виступав за молодіжну команду. Перед сезоном 2019/20 Пантя був внеснний до заявки першої команди. Його дебют на професійному рівні відбувся 21 червня 2020 року у матчі чемпіонату Румунії проти «Газ Метан». Пантя став першим гравцем 2003 року народження, хто дебютував у національному чемпіонаті.
Сезон 2021/22 Пантя провів в оренді в клубі Другого дивізіону «Германнштадт». Після чого повернувся до «Стяуа» вже як гравець основи. За час виступів у «Стяуа» Пантя виграв всі національні трофеї Румунії.

### Збірна
З 2019 року Александру Пантя виступав за всі юнацькі збірні Румунії. У 2023 році у складі молодіжної збірної Румунії Александру Пантя брав участь у молодіжному чемпіонаті Європи, де зіграв у двох матчах.
20 листопада 2022 року у товариському матчі проти команди Молдови Александру Пантя дебютував у національній збірній Румунії.

## Титули
ФКСБ
 Чемпіон Румунії: 2023/24, 2024/25
 Переможець Кубка Румунії: 2019/20
 Переможець Суперкубка Румунії: 2024